# Steen Andersen Bille (Admiral, 1797)

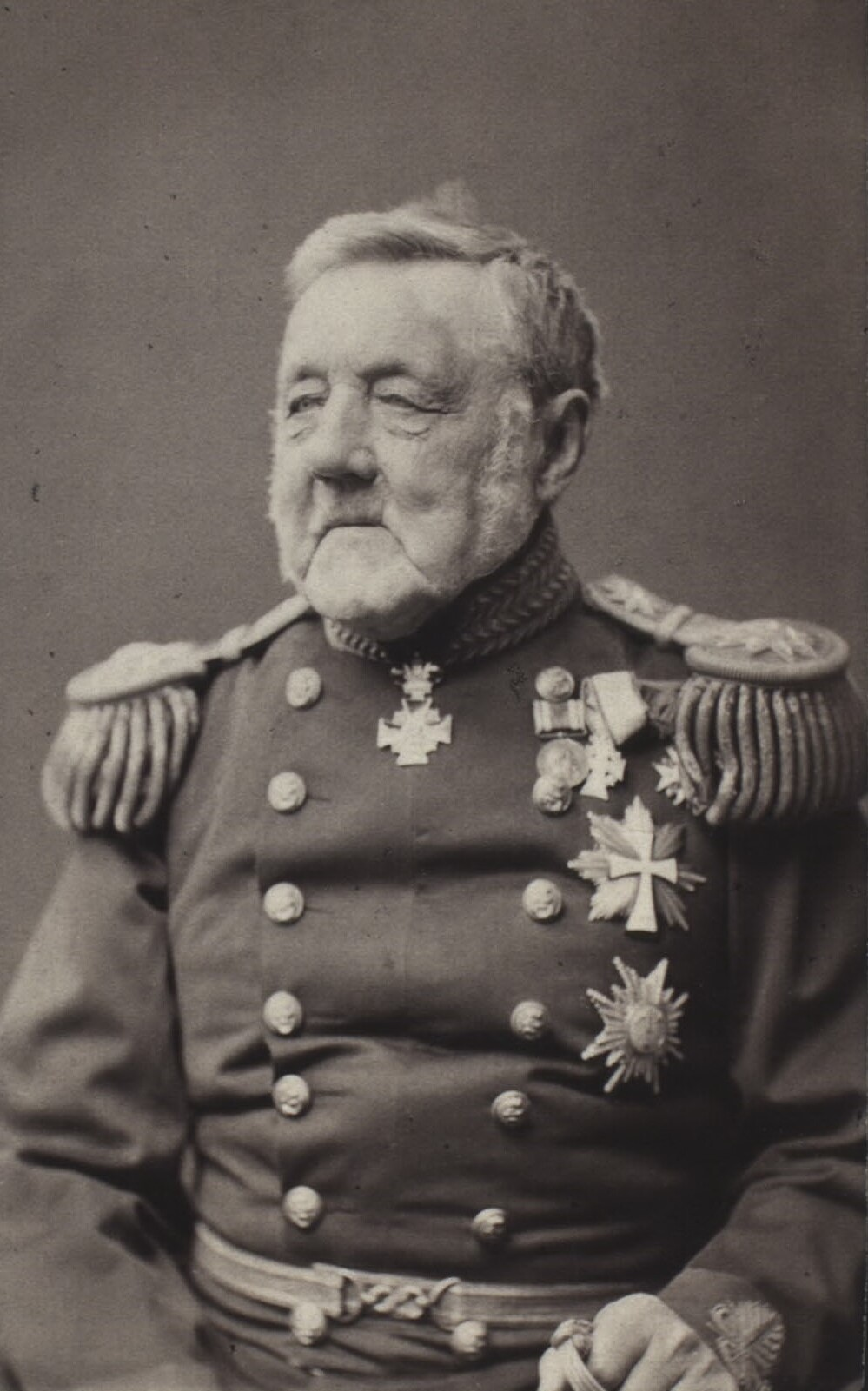
Steen Andersen Bille ca. 1880

Steen Andersen Bille (* 5. Dezember 1797 in Kopenhagen; † 2. Mai 1883 ebenda) war ein dänischer Seeoffizier und Marineminister.

## Leben
Steen Andersen Bille entstammte dem dänischen Uradelsgeschlecht Bille. Sein Vater war der Seeoffizier, zuletzt Admiral, Steen Andersen Bille (1751–1833) der Ältere, seine Mutter war dessen Gattin Frederikke V. C. Bille, geb. Bornemann (1770–1851). Am 26. November 1829 heiratete Bille in Kopenhagen Caroline Christiane Sophie Frederikke Bülow (1808–187), Tochter des Generalmajors Frantz Bülow (1769–1844) und dessen Gattin Sophie E. Bülow, geb. Selby (1785–1842). Billes Ehe mit Caroline entsprang der Diplomat und Kammerherr Frantz Bille (1832–1918).
1809 wurde Bille Kadett, 1816 Sekondeleutnant, 1817 bis 1818 war er mit der Fregatte Minerva auf dem Mittelmeer und in Dänisch-Westindien. 1820 ging er mit seinem älteren Bruder Ernst Wilhelm in französische Dienste, beide wurden mit dem Linienschiff Colosse nach Süd- und Nordamerika abkommandiert. 1821 erkrankte Ernst Wilhelm und starb auf dem Heimweg von Rio nach Dänemark, Steen kehrte Ende des Jahres nach Dänemark zurück. 1823 wurde er Premierleutnant, 1823 bis 1825 war er abermals in französischen Diensten. 1834 wurde er Kapitänleutnant, 1841 Kapitän, 1848 kommandørkaptajn (etwa Fregattenkapitän). Am 27. Januar 1852 wurde er Marineminister im Kabinett Bluhme I. Den Posten behielt er auch im nachfolgenden Kabinett Ørsted, das bis zum 12. Dezember 1854 regierte. 1852 wurde er auch ins Folketing gewählt und erhielt zwei Beförderungen, zunächst zum kommandør (etwa Kapitän zur See) und danach zum Konteradmiral. Am 24. Februar 1860 wurde er abermals Marineminister, diesmal im Kabinett Hall II, das bis zum 31. Dezember 1863 regierte. Nach seinem endgültigen Abschied als Marineminister erhielt er den Charakter eines Vizeadmirals.
Im Jahr 1846 hielt er sich als Kapitän der Korvette Galathea, die von 1845 bis 1847 eine Weltumsegelung machte, für einige Zeit in Japan auf, um dort für Dänemark diplomatische Beziehungen aufzubauen. Über diese Reise verfasste er einen zweibändigen Bericht, der 1852 veröffentlicht wurde.

## Auszeichnungen
1817 wurde Bille zum Kammerjunker, 1842 zum Kammerherrn, 1868 zum Geheimkonferenzrat ernannt. 1828 wurde er zum Ritter des Dannebrogordens, 1847 zum Kommandeur, 1848 zum Dannebrogsmann ernannt und 1858 bekam er das Großkreuz verliehen.

## Schriften (Auswahl)
- Steen Bille’s Bericht über die Reise der Corvette Galathea um die Welt in den Jahren 1845, 46 und 47. Erster Teil. Reitzel, Lorck, Kopenhagen / Leipzig 1852 (google.de – dänisch: Steen Bille’s Beretning om Corvetten Galathea’s Reise omkring Jorden i 1845, 46 og 47. Übersetzt von Wilhelm Sophus Andreas Rosen).

- Steen Bille’s Bericht über die Reise der Corvette Galathea um die Welt in den Jahren 1845, 46 und 47. Zweiter Teil. Reitzel, Lorck, Kopenhagen / Leipzig 1852 (google.de – dänisch: Steen Bille’s Beretning om Corvetten Galathea’s Reise omkring Jorden i 1845, 46 og 47. Übersetzt von Wilhelm Sophus Andreas Rosen).